# 深山唐松草
深山唐松草（学名：Thalictrum tuberiferum）为毛茛科唐松草属下的一个种。

## 扩展阅读
- 維基物種上的相關：深山唐松草